# マーヴィン・オグンジミ
マーヴィン・オグンジミ（Marvin Ogunjimi、1987年10月12日 - ）は、ベルギー・アントウェルペン州メヘレン出身の元サッカー選手。現役時代のポジションはFW。ナイジェリアにルーツを持つ。
Kリーグ時代の登録名はオグンジミ（ハングル: 오군지미）。

## 経歴

### クラブ
2003年からKVメヘレンユースに所属し、2004年にKRCヘンクに移籍した。2007年にオランダのRKCヴァールヴァイクにレンタル移籍した。2011年夏、スペインのRCDマヨルカに移籍した。

### 代表
ベルギー代表として2010年10月8日、UEFA EURO 2012予選のカザフスタン代表戦でデビューを果たし、2得点を挙げる活躍をした。
| #  | 日付           | 場所         | 対戦相手     | スコア | 結果 | 大会               |
| -- | -------------- | ------------ | ------------ | ------ | ---- | ------------------ |
| 1. | 2010年10月8日  | アスタナ     | カザフスタン | 1-0    | 2-0  | UEFA EURO 2012予選 |
| 2. | 2010年10月8日  | アスタナ     | カザフスタン | 2-0    | 2-0  | UEFA EURO 2012予選 |
| 3. | 2010年10月12日 | ブリュッセル | オーストリア | 3-3    | 4-4  | UEFA EURO 2012予選 |
| 4. | 2011年6月3日   | ブリュッセル | トルコ       | 1-0    | 1-1  | UEFA EURO 2012予選 |
| 5. | 2011年10月7日  | ブリュッセル | カザフスタン | 4-0    | 4-1  | UEFA EURO 2012予選 |